# 1518 w literaturze
Wydarzenia literackie w 1518 roku.

## Nowe książki
- Erazm z Rotterdamu, Colloquies

## Nowe poezje
- polskie
  - Jan Dantyszek – Elegia amatoria